# Bosnisch-Hercegovinische Geologische Staatsanstalt
Die Bosnisch-Hercegovinische Geologischen Staatsanstalt war die staatliche geowissenschaftliche Institution von Bosnien-Herzegowina mit Sitz in Sarajevo. Sie entstand 1912 und wurde 1918 nach dem Zerfall der Habsburgermonarchie fortgeführt. 

## Vorgeschichte
Die frühen geowissenschaftlichen Erkundungsarbeiten fielen noch in die Zuständigkeit der k.k. geologischen Reichsanstalt mit Sitz in Wien. In ihrem Auftrag bearbeitete Alexander Bittner unter schwierigen Arbeitsbedingungen die relevanten Landesteile. Dabei erwarb er sich große Anerkennung bei den Wiener Stellen und man nannte ihn deshalb den „bosnischen Geologen“. Bei den Übersichtsaufnahmen im Jahr 1879 bearbeitete Bittner das südöstliche Bosnien und die Hercegovina. Andere Landesteile übernahmen Edmund von Mojsisovics und Emil Tietze. Im Verlaufe der dreimonatigen Feldarbeiten entstanden geologisch-kartographische Daten, die jedoch noch sehr lückenhaft ausfielen und mit Wahrscheinlichkeitsannahmen ausgefüllt werden mussten. Die nun druckreife Karte erschien 1880 als Ergänzungsblatt Geologische Übersichtskarte von Bosnien-Hercegovina zu der von Franz von Hauer stammenden Geologischen Übersichtskarte der österreichisch-ungarischen Monarchie in dem Maßstab von 1:576.000. Bereits mit ihrem Erscheinen war man sich der Unvollkommenheit bewusst und erwartete spätere Rekognoszierungen.
Ein weiterer Baustein in der Landeserkundung bilden die montanistischen Arbeiten von Bruno Walter aus dem Jahr 1878, welche später in eine geologisch-montanistische Karte (1887) im Maßstab 1:300.000 mündeten. Damit wurden einige Landesteile nach lagerstättenkundlichen und geographischen Gesichtspunkten beschrieben.

## Entwicklung
Die eigenständige geologische Erforschung von Bosnien und Herzegowina begann Ende des Jahres 1898 mit der Einrichtung einer geologischen Dienststelle in Sarajevo. Sie war zunächst der Berghauptmannschaft in Sarajevo angegliedert, wurde aber 1912 als Geologische Landesanstalt zu einer selbständigen Institution.
Die Geologische Staatsanstalt konnte mit ihrer Arbeit ohne nennenswerte Unterbrechung nach 1918 auf der Grundlage ihrer institutionellen Vorläuferin, der bosnisch-hercegovinischen geolog. Landesanstalt, anschließen. Ihr erster Direktor war Friedrich Katzer, ein international erfahrener und ursprünglich aus Böhmen stammender Geologe. Unter seiner Leitung hatte Ivan Turina die Stelle des ersten Assistenten inne.
Den politisch instabilen Zeitabschnitt um 1919 hatte die Geologische Staatsanstalt ohne wesentliche Einschränkungen der Betriebsfähigkeit überstanden. Dazu trug auch der Generaldirektor des jugoslawischen Montanwesens, Dimitrije Antula, wesentlich bei. Als hilfreich wirkte sich dabei aus, dass dieser Ministerialreferent, ein anerkannter Geologe und Paläontologe, die Bedeutung der Anstalt klar einzuschätzen wusste.
Zu den großen Herausforderungen in den ersten Jahren der Staatsanstalt gehörten die noch unter Wiener Regie begonnen geologischen Kartierungsarbeiten in den schwierig zugänglichen Gebirgsgebieten des Landes. Auf der Basis der geologischen, mineralogischen und paläontologischen Sammlungen bestand eine enge Zusammenarbeit mit dem bosnischen Landesmuseum in Sarajevo.
Als frühe Kartenwerke der Geologischen Staatsanstalt sind entstanden:
- Die geologische Übersichtskarte Bosniens und der Hercegovina im Maßstab 1:200.000 ist im Umfang von sechs Blättern angelegt worden. An der Erstellung beteiligte sich Friedrich Katzer. Die Titel und Legende der beiden ersten Blätter sind in deutscher Sprache, die des dritten Blattes in serbokroatischer und französischer Sprache ausgefertigt. Erschienen sind in dieser Form die Blätter Sarajevo (1906, Vlad. Lipold), Tuzla (1910, Vlad. Lipold, Wenzel Šrajn) und Banja Luka (1921, Ivan Turina).

- Weiterhin sind bis zum Jahr 1922 zehn Blätter von Formationsumrisskarten im Maßstab 1:75.000 erschienen und tragen die Bezeichnungen: Motajica und Prosara planina, Umgebung von Tuzla mit dem Majevicagebirge, Umgebung von Janja, Umgebung von Gračanica und Tešanj, Umgebung von Derventa und Kotorsko, Umgebung von Gradačac und Brčko, Umgebung von Trnovo und Foča, Umgebung von Zenica und Vareš, Umgebung von Prnjavor sowie Umgebung von Sarajevo.